# Marie Danielová
Marie Danielová (29. července 1913 – ???) byla česká a československá politička Komunistické strany Československa a poúnorová poslankyně Národního shromáždění ČSR.

## Biografie
K roku 1954 se profesně uvádí jako navíječka motorů v závodě Křižík.
Ve volbách roku 1954 byla zvolena za KSČ do Národního shromáždění ve volebním obvodu Praha-město. V parlamentu setrvala až do konce funkčního období, tedy do voleb roku 1960.